# Christmas Songs (álbum de Diana Krall)
Christmas Songs es el noveno álbum de la pianista y cantante de Jazz canadiense Diana Krall, editado en 2005. 

## Listado de canciones
1. "Jingle Bells" (James Pierpont) – 3:26
2. "Let It Snow" (Jule Styne, Sammy Cahn) – 4:02
3. "The Christmas Song" (Mel Tormé, Robert Wells) – 4:24
4. "Winter Wonderland" (Felix Bernard, Richard B. Smith) – 3:15
5. "I'll Be Home for Christmas" (Kim Cannon, Walter Kent, Buck Ram) – 3:08
6. "Christmas Time Is Here" (Vince Guaraldi, Lee Mendelson) – 3:35
7. "Santa Claus Is Coming to Town" (J. Fred Coots, Haven Gillespie) – 2:54
8. "Have Yourself A Merry Little Christmas" (Ralph Blane, Hugh Martin) – 4:19
9. "White Christmas" (Irving Berlin) – 4:32
10. "What Are You Doing New Year’s Eve?" (Frank Loesser) – 4:10
11. "Sleigh Ride" (Leroy Anderson, Mitchell Parish) – 3:26
12. "Count Your Blessings Instead Of Sheep" (Irving Berlin) – 3:41

## Músicos
- Diana Krall - Piano y voz

-The Clayton/Hamilton Jazz Orchestra:
- Jeff Hamilton - Percusión
- Robert Hurst - Bajo
- Anthony Wilson - Guitarra
- Gerald Clayton - Piano en Santa Claus Is Coming to Town
- Tamir Hendelman - Piano en Sleigh Ride, Piano Rhodes en What Are You Doing New Years Eve
- Jeff Clayton - Saxofón y Flauta
- Keith Fiddmont - Saxofón y Clarinete
- Rickey Woodard - Saxofón y Clarinete
- Charles Owens - Saxofón y Clarinete
- Adam Schroeder - Saxofón barítono y Clarinete grave
- Rick Baptist - trompeta
- Sal Cracchiolo
- Clay Jenkins
- Gilberto Castellanos
- William Barnhart - Trombón
- Ira Nepus
- George Bohanon
- Ryan Porter
- Tommy Johnson - Tuba
- Rick Todd - Trompa
- David Duke
- Joe Meyer
- Brad Warnaar
- Joe Porcaro - Percusión
- John Clayton - Director
- Johnny Mandel - Director

- Datos: Q1754605